# 四國財務局
四國財務局（日语：／ Shikoku zaimukyoku */?）是管轄日本四国4縣的日本財務省地方支分部局。

## 所轄財務事務所
該財務局下轄3個財務事務所：
- 德島財務事務所
- 松山財務事務所
- 高知財務事務所

## 外部連結
- 財務省四国財務局（页面存档备份，存于）

34°20′1″N 134°2′40″E / 34.33361°N 134.04444°E